# João Silva (ur. 1990)
João Pedro Pereira Silva (ur. 21 maja 1990) – portugalski piłkarz występujący w Feirense.